# Âge du fer germanique
L’âge du fer germanique est une période comprise entre 400 et 800 apr. J.-C., qui commence au moment des invasions barbares, de la chute de l’Empire romain d’Occident et de la montée en puissance des « royaumes barbares » en Europe occidentale. En Scandinavie, il est suivi par ce qu’on appelle l’âge des Vikings.
On le divise généralement en deux périodes, l’âge du fer germanique ancien (375-520/530) et l’âge du fer germanique récent (520/530-800), connue comme âge de Vendel en Suède et âge mérovingien en Norvège.

## Âge du fer germanique ancien

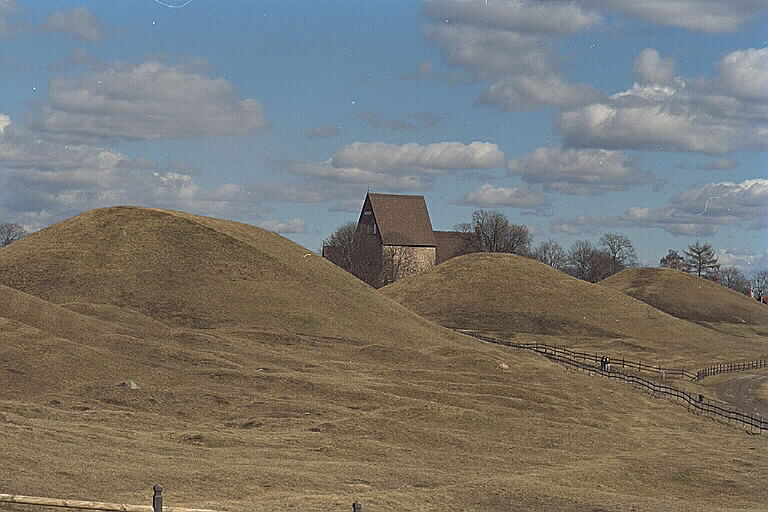
Tumulus funéraires du Vieil Uppsala en Suède, probablement sépultures des chefs des premiers royaumes.

Déplacement des populations scandinaves.

Les grands flux migratoires germaniques gagnent au Ve siècle une partie importante de l’Europe continentale, à l’ouest et au sud. Il se peut que les principales zones de départ soient la Scandinavie, ce que suggère la toponymie (Goths, Vandales, Suèves, Burgondes). Des éléments germaniques basés en Allemagne du Nord et au Danemark (Angles, Jutes et Saxons) migrent vers les îles britanniques entre le IIIe et le VIIe siècle. L’archéologie constate une raréfaction considérable des trouvailles au Danemark à la fin de l’âge du fer et au début des grandes migrations. La péninsule scandinave et particulièrement la Suède semble avoir été riche à cette même époque, et des trésors considérables ont été découverts, comme celui de Tureholm daté du VIe siècle (pièces d’or romaines ou byzantines, collier en or massif, médaillons, fibules et bractéates). L’enfouissement de ces richesses témoigne peut-être de l’insécurité de l’époque. Par ailleurs des cités ou des forteresses refuges (tilflugtsborg) sont édifiées ou réoccupées sur les côtes et les îles de la Baltique (Gotland, Öland ou Bornholm), sans que l’on puisse déterminer la nature du danger qui a motivé leur construction. Elles sont peut-être à l’origine d’une nouvelle organisation politique et sociale autour d’une unité territoriale de base occupée par un même clan ou ethnie (byggd).
Au cours du IVe siècle et du Ve siècle, l'Europe est en proie à de nombreux déplacements de populations telles que les Vandales, les Alains et les Suèves sous la pression des invasions des Huns puis des Avars. La Scandinavie n'échappe pas à ce phénomène, de sorte que l'on peut parler de « période des migrations » en Norvège et en Suède dès le Ve siècle. Les Jutes (implantés au nord du Jutland), les Angles (implantés au sud du Jutland) et les Saxons (implantés dans l'actuel Schleswig-Holstein) s'étendent vers le sud et l'ouest puis par la mer jusqu'à constituer plusieurs royaumes dans le sud de l'Angleterre.

## Âge du fer germanique récent
Au milieu du VIe siècle, Jordanès décrit dans son Histoire des Goths une région froide et inhospitalière qui connaît quarante jours de soleil ininterrompu et quarante jours sans soleil en hiver. Il décrit plusieurs groupes qui l'occupent : finnois, svear, suédois, danois, hérules, etc.
À partir du VIe siècle, la Scandinavie est touchée par la peste de Justinien comme le reste de l'Europe. Les historiens ont longtemps cru que le nord de l'Europe avait été épargné, mais des analyses ADN menées en 2013 ont confirmé la propagation de la maladie au-delà des Alpes et jusqu'en Scandinavie. À ceci s'ajoute l'impact climatique sur la démographie de plusieurs éruptions volcaniques survenues entre 536 et 547 en Islande. Les analyses dendrochronologiques confirment un important déclin de la croissance des arbres probablement causé par un voile de cendre volcanique. Cette situation, jointe à un refroidissement climatique, provoque de mauvaises récoltes et des crises alimentaires. Cette chute des températures pousse la population à renoncer l'exploitation de certaines régions. Combiné à l'épidémie de peste, les pertes démographiques ont pu atteindre 50%, comparable au choc provoqué dans le bassin méditerranéen.
Vers la seconde moitié du VIe siècle, la diminution des données archéologiques semble démontrer la transition que subissent les sociétés scandinaves avec la raréfaction de tombes ostentatoires et la disparition de la pratique des dépôts sacrificiels (par exemple : Nydam Mose). Cette situation est également interprétée comme une stabilisation politique dans laquelle les luttes militaires et de prestige diminuent entre les chefs et rois. Le nord de la Norvège et l'île de Bornholm font exception et semblent démontrer une instabilité sur les marges du monde scandinave. Toutefois, les sociétés demeurent fragiles sur le plan politique car le chef ne peut asseoir son autorité qu'en fonction de ses succès militaires et l'affichage de sa générosité. Il dépend de l'approbation d'un conseil qui se renforce progressivement vers le système des thing. 
Dès le VIIe siècle, la consolidation de certains pouvoirs locaux s'étend et s'impose sur des régions plus vastes sans réellement représenter un royaume à l'ensemble clairement délimité. Les souverains dont font part les saga relèvent généralement de l'ordre du légendaire pour cette période. Ces textes, produits plusieurs siècles plus tard, s'inscrivent dans une reconstruction historique. Il semble cependant qu'un premier royaume se constitue chez les Danois dès le VIe siècle autour de la péninsule du Jutland, de la Fionie et de Seeland. L'archéologie révèle des sites de grande importance en Scanie, Götaland, Svealand, Norrland Central ainsi que les îles Öland et Gotland. En norvège, c'est la région d'Oslo qui joue un rôle central, ainsi que les régions du Møre, de Trøndelag et les îles Lofoten et Vesterålen.
Au VIIe siècle , les Syers (Svears), navigateurs, dominent les Göter du sud en Suède. Un royaume théocratique est constitué avec pour capitale Uppsala. Le commerce très florissant a pour centre Birka, sur une île du lac Mälar, qui supplante progressivement Helgö à partir de 800. La dynastie des Ynglingar en Suède prétend descendre du dieu Freyr. Les rois norvégiens du Vestfold appartiendront à cette dynastie au IXe siècle. Des défrichements sont attestés en Suède  par l’implantation de villages (toponymes en -rud, -ryd, -röd ou -red) et le développement de l’outillage (hache de fer, charrue à versoir, plógr, qui remplace l’araire).
Sur le plan économique, la Scandinavie exporte des ressources issues de la chasse à la baleine, au morse ainsi que de fourrures issus de la chasse. De plus, l'extension des terres cultivées fait remonter leur influence commerciale au nord ce qui intègre progressivement les Samis dans leurs réseaux d'échanges commerciaux. Bien que plusieurs centres de pouvoirs subissent une régression de l'activité agricole à la suite des événements climatiques de 536, cela provoque également une réorganisation rurale et un sursaut de développement dans certaines régions. 
La circulation commerciale évolue également à cette période. L'importation du verre s'accentue et démontre que l'implantation de la Scandinavie dans le commerce européen se renforce. On retrouve des cauris transformés en perle provenant de la mer Rouge dans le nord de la Norvège ou en Suède sur le site funéraire de Greby, ainsi que des grenats et pierres précieuses provenant d'Inde. La consolidation des royaumes germaniques au cours des Ve et VIe siècles est le principal facteur de cette accentuation des échanges commerciaux. De plus, le dynamisme économique en Méditerranée est enrayé depuis le déclin de l'Empire Romain et certains produits comme l'ivoire d'éléphant ne circulent plus, permettant à l'ivoire de morse et ossements de baleine de gagner en intérêt au bénéfice de la Scandinavie. L'axe constitué par la Manche et la mer du Nord devient un important moteur d'échanges.

## Art
Avec le pillage de l’ex-Empire romain, une grande quantité d’or est ramenée en Scandinavie et utilisée pour fabriquer des fourreaux d’armes blanches et de nombreux bijoux, développant ainsi l’art de la métallurgie dans cette région. Après la chute de l’empire, l’or devient rare et les germains se tournent vers le bronze doré pour réaliser leurs artefacts, les décorant d’animaux dans le style scandinave. Cet art, qui rompt avec le style réaliste de la première période, se caractérise par les formes complexes et entrelacées qui marque aussi l’âge viking. Au VIIe siècle, l’ornementation animalière tend à se dégager de l’influence romaine pour se rapprocher des styles orientaux (art « scythe » ou art des steppes) que les Goths ont dû apprendre en Russie méridionale et diffusé largement.
Le cimetière païen de Lindholm Høje, au Danemark, utilisé de 400 à 1000, contient plusieurs centaines de tombes à crémation dans des enclos de pierre en forme de bateau.
Inscriptions runiques sur les cornes d'or de Gallehus, provenant probablement du Sud Jutland.
Premières gravures sur roche sur l’île de Gotland. Cet art s’épanouit au VIIIe siècle.